# مارکوس کلیولند
مارکوس کلیولند (انگلیسی: Marcus Kleveland؛ زادهٔ ۲۵ آوریل ۱۹۹۹) ورزشکار اسنوبردسواری اهل نروژ است.
وی در مسابقات کشوری و بین‌المللی در مجموع برندهٔ ۳ مدال طلا، ۲ مدال نقره شده‌است.